# Secret Agent Clank
Secret Agent Clank is een platformspel voor de PlayStation Portable. Het spel is ontwikkeld door High Impact Games, en uitgebracht in 2008. Het spel is een spin-off van de Ratchet & Clank-spellen, en is ook in het Nederlands beschikbaar. Dit is tevens het laatste spel uit de serie dat op de PlayStation 2 verschijnt. De rest van de serie zal uitkomen op nieuwere PlayStations. 

## Verhaal
Het spel focust zich ditmaal niet op Ratchet, maar zijn robotassistent Clank. Clank heeft in het spel een geheim alter ego genaamd Secret Agent Clank. Wanneer Ratchet ten onrechte van een misdaad wordt beschuldigd en in de gevangenis belandt, is het aan Clank om zijn onschuld te bewijzen. Al snel komt hij op het spoor van een schurk genaamd de Kingpin. Dit blijkt een werkelijkheid een kloon van Clank genaamd Klunk te zijn. Klunk wil met het oog van Oneindigheid een superlaser bouwen en alle planeten opblazen. Ook geeft hij hiervan Ratchet de schuld. Hij wil als Clank vermomd de laser uitschakelen en als held geëerd worden, terwijl Ratchet wegrot in de cel en Clank dood is.

## Achtergrond
Het spel is bedoeld als parodie op James Bond. Clank draagt in het spel een smoking gelijk aan die van James Bond en beschikt over een groot aantal handige gadgets. Clanks gameplay in het spel is gelijk aan die van Ratchet uit de vorige spellen daar hij nu niet langer een bijpersonage is.